# Money in the Bank 2016
Money in the Bank 2016 è stata la settima edizione dell'omonimo evento in pay-per-view prodotto annualmente dalla WWE. L'evento si è svolto il 19 giugno 2016 alla T-Mobile Arena di Paradise (Nevada).

## Storyline
A Extreme Rules del 22 maggio Roman Reigns ha difeso con successo il WWE World Heavyweight Championship sconfiggendo AJ Styles in un Extreme Rules match e a fine match il campione è stato attaccato a sorpresa dal rientrante Seth Rollins, il quale ha reclamato un rematch per il titolo che aveva dovuto rendere vacante per via di un infortunio (legit). Shane McMahon ha così sancito, nella puntata di Raw del 23 maggio, un rematch tra i due per Money in the Bank per il WWE World Heavyweight Championship.
Nella puntata di Raw del 23 maggio Sami Zayn, Cesaro, Chris Jericho, Dean Ambrose, Kevin Owens e Alberto Del Rio (quest'ultimo nella puntata di SmackDown del 26 maggio) si sono qualificati per il Money in the Bank Ladder match, in cui il vincitore avrà di diritto una title shot per il WWE World Heavyweight Championship da incassare entro un anno dalla vincita.
Nella puntata di Raw del 30 maggio AJ Styles ha effettuato un turn heel attaccando, insieme a Karl Anderson e Luke Gallows, il rientrante John Cena e tra i due è stato dunque sancito un match per Money in the Bank.
A Payback del 1º maggio, il match per determinare i primi contendenti al WWE Tag Team Championship tra i Vaudevillains contro Enzo Amore e Colin Cassady si concluse in un no contest dopo che Enzo Amore ha subito un infortunio, che successivamente si è rivelata una commozione cerebrale (legit). La notte seguente a Raw, ai Vaudevillains viene assegnato un match titolato contro il New Day a Extreme Rules. I Vaudevillains hanno tuttavia perso l'incontro contro il New Day, che ha così mantenuto i titoli. Nella puntata di Raw del 7 giugno l'ex General Manager di SmackDown Theodore Long è tornato a sorpresa annunciando, con l'approvazione indiretta di Stephanie McMahon, un Fatal 4-Way Tag Team match per il WWE Tag Team Championship tra i campioni del New Day (Big E e Kofi Kingston) (con Xavier Woods) contro Karl Anderson e Luke Gallows contro Enzo Amore e Big Cass e contro i Vaudevillains (Aiden English e Simon Gotch).
A Extreme Rules Rusev ha sconfitto Kalisto laureandosi così nuovo United States Champion. Nelle successive puntate di Raw e SmackDown, però, sempre nei post match, Rusev è stato attaccato verbalmente da Titus O'Neil e tra i due è stato sancito un match a Money in the Bank per lo United States Championship.
A Payback Dolph Ziggler ha sconfitto Baron Corbin tramite un roll-up, mentre ad Extreme Rules è stato Corbin a trionfare in un No Disqualification match. Dopo che Ziggler ha perso per squalifica volontariamente contro Corbin nella puntata di Raw del 30 maggio, è stato sancito un match tra i due a Money in the Bank.
Nella puntata di Raw del 23 maggio, durante un'intervista con Renee Young, Sheamus ha brutalmente attaccato Apollo Crews. Nella puntata di Raw del 13 giugno, al termine del match tra Sheamus e Zack Ryder (vinto dal primo), Apollo Crews ha attaccato l'irlandese salvando Ryder. Nella stessa giornata è stato dunque annunciato un match a Money in the Bank fra i due.
Il 17 giugno sono stati annunciati due tag team match per il Kick-off: i Lucha Dragons (Kalisto e Sin Cara) contro i Dudley Boyz (Bubba Ray Dudley e D-Von Dudley) e i Golden Truth (Goldust e R-Truth) contro i Breezango (Fandango e Tyler Breeze).

## Risultati
| #       | Incontri                                                                                          | Stipulazioni                                                                                          | Durata |
| ------- | ------------------------------------------------------------------------------------------------- | --- | ------ |
| Kickoff | Goldust e R-Truth hanno sconfitto i Breezango                                                     | Tag team match                                                                                        | 05:06  |
| Kickoff | I Lucha Dragons hanno sconfitto i Dudley Boyz                                                     | Tag team match                                                                                        | 08:48  |
| 1       | Il New Day (c) ha sconfitto Big Cass e Enzo Amore, Karl Anderson e Luke Gallows e i Vaudevillains | Fatal four-way tag team match per il WWE Tag Team Championship                                        | 11:43  |
| 2       | Baron Corbin ha sconfitto Dolph Ziggler                                                           | Single match                                                                                          | 12:23  |
| 3       | Charlotte e Dana Brooke hanno sconfitto Becky Lynch e Natalya                                     | Tag team match                                                                                        | 07:00  |
| 4       | Apollo Crews ha sconfitto Sheamus                                                                 | Single match                                                                                          | 08:36  |
| 5       | AJ Styles ha sconfitto John Cena                                                                  | Single match                                                                                          | 24:10  |
| 6       | Dean Ambrose ha sconfitto Alberto Del Rio, Cesaro, Chris Jericho, Kevin Owens e Sami Zayn         | Money in the bank ladder match                                                                        | 21:38  |
| 7       | Rusev (c) (con Lana) ha sconfitto Titus O'Neil per sottomissione                                  | Single match per il WWE United States Championship                                                    | 08:30  |
| 8       | Seth Rollins ha sconfitto Roman Reigns (c)                                                        | Single match per il WWE World Heavyweight Championship                                                | 26:00  |
| 9       | Dean Ambrose ha sconfitto Seth Rollins (c)                                                        | Single match per il WWE World Heavyweight Championship Dean Ambrose ha incassato il Money in the Bank | 00:09  |